# جيري غيلبرت
جيري غيلبرت هو شاعر كندي، ولد في 7 أبريل 1936، وتوفي في 19 يونيو 2009.